# Lũng Xuyên
Lũng Xuyên (陇川县) là một huyện thuộc châu tự trị dân tộc Thái, Cảnh Pha Đức Hoành, tỉnh Vân Nam, Cộng hòa Nhân dân Trung Hoa. Huyện này có diện tích 1931 km2, dân số năm 2004 là 17 vạn người. Chính quyền huyện đóng ở trấn Chương Phượng. Huyện được chia thành 4 trấn và 7 hương.
- Trấn: Chương Phượng, Thành Tử, Cảnh Hãn và Lũng Bả.
- Hương: Hộ Tản, Thanh Bình, Mãnh Ước, Vương Tử Thụ và Hộ Quốc.

## Khí hậu
| Dữ liệu khí hậu của Lũng Xuyên, elevation 991 m (3.251 ft), (1991–2020 normals, extremes 1981–2010) | Dữ liệu khí hậu của Lũng Xuyên, elevation 991 m (3.251 ft), (1991–2020 normals, extremes 1981–2010) | Dữ liệu khí hậu của Lũng Xuyên, elevation 991 m (3.251 ft), (1991–2020 normals, extremes 1981–2010) | Dữ liệu khí hậu của Lũng Xuyên, elevation 991 m (3.251 ft), (1991–2020 normals, extremes 1981–2010) | Dữ liệu khí hậu của Lũng Xuyên, elevation 991 m (3.251 ft), (1991–2020 normals, extremes 1981–2010) | Dữ liệu khí hậu của Lũng Xuyên, elevation 991 m (3.251 ft), (1991–2020 normals, extremes 1981–2010) | Dữ liệu khí hậu của Lũng Xuyên, elevation 991 m (3.251 ft), (1991–2020 normals, extremes 1981–2010) | Dữ liệu khí hậu của Lũng Xuyên, elevation 991 m (3.251 ft), (1991–2020 normals, extremes 1981–2010) | Dữ liệu khí hậu của Lũng Xuyên, elevation 991 m (3.251 ft), (1991–2020 normals, extremes 1981–2010) | Dữ liệu khí hậu của Lũng Xuyên, elevation 991 m (3.251 ft), (1991–2020 normals, extremes 1981–2010) | Dữ liệu khí hậu của Lũng Xuyên, elevation 991 m (3.251 ft), (1991–2020 normals, extremes 1981–2010) | Dữ liệu khí hậu của Lũng Xuyên, elevation 991 m (3.251 ft), (1991–2020 normals, extremes 1981–2010) | Dữ liệu khí hậu của Lũng Xuyên, elevation 991 m (3.251 ft), (1991–2020 normals, extremes 1981–2010) | Dữ liệu khí hậu của Lũng Xuyên, elevation 991 m (3.251 ft), (1991–2020 normals, extremes 1981–2010) |
| Tháng                                                                                               | 1                                                                                                   | 2                                                                                                   | 3                                                                                                   | 4                                                                                                   | 5                                                                                                   | 6                                                                                                   | 7                                                                                                   | 8                                                                                                   | 9                                                                                                   | 10                                                                                                  | 11                                                                                                  | 12                                                                                                  | Năm                                                                                                 |
| --------------------------------------------------------------------------------------------------- | --------------------------------------------------------------------------------------------------- | --------------------------------------------------------------------------------------------------- | --------------------------------------------------------------------------------------------------- | --------------------------------------------------------------------------------------------------- | --------------------------------------------------------------------------------------------------- | --------------------------------------------------------------------------------------------------- | --------------------------------------------------------------------------------------------------- | --------------------------------------------------------------------------------------------------- | --------------------------------------------------------------------------------------------------- | --------------------------------------------------------------------------------------------------- | --------------------------------------------------------------------------------------------------- | --------------------------------------------------------------------------------------------------- | --------------------------------------------------------------------------------------------------- |
| Cao kỉ lục °C (°F)                                                                                  | 27.6 (81.7)                                                                                         | 30.1 (86.2)                                                                                         | 33.4 (92.1)                                                                                         | 34.4 (93.9)                                                                                         | 34.9 (94.8)                                                                                         | 34.4 (93.9)                                                                                         | 34.2 (93.6)                                                                                         | 34.2 (93.6)                                                                                         | 33.7 (92.7)                                                                                         | 33.6 (92.5)                                                                                         | 29.6 (85.3)                                                                                         | 27.7 (81.9)                                                                                         | 34.9 (94.8)                                                                                         |
| Trung bình ngày tối đa °C (°F)                                                                      | 22.2 (72.0)                                                                                         | 24.4 (75.9)                                                                                         | 27.6 (81.7)                                                                                         | 29.5 (85.1)                                                                                         | 29.2 (84.6)                                                                                         | 28.5 (83.3)                                                                                         | 27.7 (81.9)                                                                                         | 28.6 (83.5)                                                                                         | 28.7 (83.7)                                                                                         | 27.4 (81.3)                                                                                         | 25.1 (77.2)                                                                                         | 22.5 (72.5)                                                                                         | 26.8 (80.2)                                                                                         |
| Trung bình ngày °C (°F)                                                                             | 11.8 (53.2)                                                                                         | 14.0 (57.2)                                                                                         | 17.7 (63.9)                                                                                         | 20.8 (69.4)                                                                                         | 22.6 (72.7)                                                                                         | 23.6 (74.5)                                                                                         | 23.5 (74.3)                                                                                         | 23.7 (74.7)                                                                                         | 22.9 (73.2)                                                                                         | 20.6 (69.1)                                                                                         | 16.5 (61.7)                                                                                         | 12.9 (55.2)                                                                                         | 19.2 (66.6)                                                                                         |
| Tối thiểu trung bình ngày °C (°F)                                                                   | 4.7 (40.5)                                                                                          | 6.4 (43.5)                                                                                          | 10.1 (50.2)                                                                                         | 14.3 (57.7)                                                                                         | 18.0 (64.4)                                                                                         | 20.7 (69.3)                                                                                         | 21.1 (70.0)                                                                                         | 21.0 (69.8)                                                                                         | 19.7 (67.5)                                                                                         | 16.7 (62.1)                                                                                         | 11.1 (52.0)                                                                                         | 6.7 (44.1)                                                                                          | 14.2 (57.6)                                                                                         |
| Thấp kỉ lục °C (°F)                                                                                 | −2.9 (26.8)                                                                                         | −1.2 (29.8)                                                                                         | 1.4 (34.5)                                                                                          | 6.4 (43.5)                                                                                          | 10.1 (50.2)                                                                                         | 15.7 (60.3)                                                                                         | 15.8 (60.4)                                                                                         | 16.7 (62.1)                                                                                         | 12.2 (54.0)                                                                                         | 6.5 (43.7)                                                                                          | 2.0 (35.6)                                                                                          | −0.8 (30.6)                                                                                         | −2.9 (26.8)                                                                                         |
| Lượng Giáng thủy trung bình mm (inches)                                                             | 18.4 (0.72)                                                                                         | 15.0 (0.59)                                                                                         | 20.1 (0.79)                                                                                         | 63.0 (2.48)                                                                                         | 164.0 (6.46)                                                                                        | 285.1 (11.22)                                                                                       | 333.3 (13.12)                                                                                       | 240.7 (9.48)                                                                                        | 160.4 (6.31)                                                                                        | 133.1 (5.24)                                                                                        | 43.6 (1.72)                                                                                         | 10.5 (0.41)                                                                                         | 1.487,2 (58.54)                                                                                     |
| Số ngày giáng thủy trung bình (≥ 0.1 mm)                                                            | 2.8                                                                                                 | 3.8                                                                                                 | 5.2                                                                                                 | 9.9                                                                                                 | 17.8                                                                                                | 25.1                                                                                                | 26.7                                                                                                | 24.0                                                                                                | 19.4                                                                                                | 14.2                                                                                                | 5.4                                                                                                 | 2.4                                                                                                 | 156.7                                                                                               |
| Độ ẩm tương đối trung bình (%)                                                                      | 77                                                                                                  | 71                                                                                                  | 66                                                                                                  | 69                                                                                                  | 77                                                                                                  | 85                                                                                                  | 88                                                                                                  | 87                                                                                                  | 86                                                                                                  | 85                                                                                                  | 82                                                                                                  | 82                                                                                                  | 80                                                                                                  |
| Số giờ nắng trung bình tháng                                                                        | 234.1                                                                                               | 230.4                                                                                               | 256.3                                                                                               | 242.7                                                                                               | 203.5                                                                                               | 123.7                                                                                               | 93.9                                                                                                | 131.6                                                                                               | 143.4                                                                                               | 166.1                                                                                               | 206.0                                                                                               | 219.0                                                                                               | 2.250,7                                                                                             |
| Phần trăm nắng có thể                                                                               | 70                                                                                                  | 72                                                                                                  | 68                                                                                                  | 63                                                                                                  | 49                                                                                                  | 30                                                                                                  | 23                                                                                                  | 33                                                                                                  | 39                                                                                                  | 47                                                                                                  | 63                                                                                                  | 67                                                                                                  | 52                                                                                                  |
| Nguồn: China Meteorological Administration                                                          | | | | | | | | | | | | | |